# Olympische Sommerspiele 2016/Hockey
Bei den Olympischen Spielen 2016 in Rio de Janeiro wurden zwei Hockeyturniere ausgetragen. Zum ersten Mal gewannen Großbritannien bei den Damen und Argentinien bei den Herren die Goldmedaillen.
Wie bei den vorherigen Olympiaturnieren wurde zunächst in zwei Gruppen à sechs Mannschaften gespielt. Anschließend ermittelten die besten acht Teams – und nicht mehr nur die besten vier – im K.-o.-System die Medaillengewinner.

## Qualifikation
Mit der Einführung der Hockey World League im Jahr 2012 hatte der Welthockeyverband neue Qualifikationsregeln für Weltmeisterschaften und Olympische Spiele beschlossen. Qualifiziert waren der Gastgeber und die fünf Kontinentalmeister. Die übrigen sechs Mannschaften qualifizierten sich über die Halbfinals der Hockey World League. Falls der Gastgeber die von der FIH festgelegten Leistungskriterien nicht erreicht oder sich Kontinentalmeister auch über die Halbfinals der Hockey World League qualifizieren, rückten jeweils die Nächstplatzierten der beiden Halbfinals der Hockey World League nach, bei gleicher Platzierung entschied das FIH-Ranking der beiden Mannschaften.

### Herren
| Datum                             | Turnier                         | Austragungsort | qualifizierte Mannschaften                                      |
| --------------------------------- | ------------------------------- | -------------- | --------------------------------------------------------------- |
| 2. Oktober 2009                   | Gastgeber                       | Gastgeber      | Brasilien 1                                                     |
| 20. September bis 2. Oktober 2014 | Asienspiele 2014                | Incheon        | Indien                                                          |
| 3.–14. Juni 2015                  | Hockey World League 2014/2015   | Buenos Aires   | Deutschland (1.) Kanada (4.) 2 Spanien (5.) 3 Neuseeland (6.) 5 |
| 20. Juni bis 5. Juli 2015         | Hockey World League 2014/2015   | Brasschaat     | Belgien (2.) Großbritannien (3.) Irland (5.) 4                  |
| 14.–25. Juli 2015                 | Panamerikanische Spiele 2015    | Toronto        | Argentinien                                                     |
| 22.–30. August 2015               | Hockey-Europameisterschaft 2015 | London         | Niederlande                                                     |
| 17.–23. Oktober 2015              | Oceania Cup 2015                | Stratford      | Australien                                                      |
| 17.–25. Oktober 2015              | African Cup of Nations 2015     | Johannesburg   | hat verzichtet 5                                                |

### Damen
| Datum                             | Turnier                         | Austragungsort | qualifizierte Mannschaften                                    |
| --------------------------------- | ------------------------------- | -------------- | ------------------------------------------------------------- |
| 2. Oktober 2009                   | Gastgeber                       | Gastgeber      | Leistungskriterien für Qualifikation nicht erreicht 1         |
| 22. September bis 1. Oktober 2014 | Asienspiele 2014                | Incheon        | Südkorea                                                      |
| 10.–21. Juni 2015                 | Hockey World League 2014/2015   | Valencia       | China (2.) Deutschland (3.) Argentinien (4.) 2 Spanien (6.) 6 |
| 20. Juni bis 5. Juli 2015         | Hockey World League 2014/2015   | Brasschaat     | Niederlande (1.) Neuseeland (4.) 3 Indien (5.) 4 Japan (6.) 5 |
| 13.–24. Juli 2015                 | Panamerikanische Spiele 2015    | Toronto        | USA                                                           |
| 22.–29. August 2015               | Hockey-Europameisterschaft 2015 | London         | Großbritannien                                                |
| 17.–23. Oktober 2015              | Oceania Cup 2015                | Stratford      | Australien                                                    |
| 17.–25. Oktober 2015              | African Cup of Nations 2015     | Johannesburg   | hat verzichtet 6                                              |

## Stadion

Lageplan der olympischen Sportstätten (ursprüngliche Planung)

In den Bewerbungsunterlagen war ein neues Hockeystadion mit zwei Plätzen in Barra da Tijuca geplant, der Hauptplatz mit 10.000 Plätzen, der Nebenplatz mit 5.000 Plätzen. Das brasilianische Organisationskomitee schlug im Oktober 2012 vor, das Stadion nach Deodoro zu verlegen, wo auch die Hockeyspiele der Panamerikanischen Spiele 2007 stattgefunden hatten. Das würde für die Entwicklung des Hockey in Brasilien förderlich sein. Im Juli 2014 begannen die Arbeiten in Deodoro, im November 2015 wurde das Stadion eingeweiht. Das Hauptstadion hat 8.000 Plätze und wird nach den Spielen auf 2.500 zurückgebaut.

## Regeländerungen
Der Welthockeyverband hat im März 2013 Regeländerungen beschlossen, die erstmals für die olympischen Turniere gelten. Bei Entscheidungsspielen wird es keine Verlängerung mehr geben, sondern sofort ein Penalty-Schießen (Shoot Out) mit fünf Schützen. Im März 2014 wurde beschlossen, dass die Spielzeit 4×15 min beträgt. Sie hatte bis zur Regeländerung 2×35 min betragen.

## Anzahl der Spieler
Im Gegensatz zu anderen internationalen Wettbewerben darf eine Mannschaft nur aus 16 Spielern bestehen. Es können zusätzlich zwei Spieler als P-Akkreditierte nominiert werden, die im Falle einer Verletzung und/oder Krankheit eines Spielers in die Mannschaft nachrücken. Nach dieser Regel kann auch der Torwart ersetzt werden. Er erhält keine P-Akkreditierung, sofern bereits zwei Feldspieler als P-Akkreditierte benannt wurden.

## Spielsystem
Gespielt wird wie in den vorangegangenen Olympischen Spielen in zwei Gruppen mit je sechs Mannschaften. Die Einteilung der Gruppen erfolgte im Dezember 2015 nach der Positionierung in der Weltrangliste (in Klammern):
| Herren             | Herren | Herren          |  | Damen           | Damen | Damen              |  |
| Gruppe A           |        | Gruppe B        |  | Gruppe A        |       | Gruppe B           |  |
| Australien (1)     |        | Niederlande (2) |  | Niederlande (1) |       | Argentinien (2)    |  |
| Großbritannien (4) |        | Deutschland (3) |  | Neuseeland (4)  |       | Australien (3)     |  |
| Belgien (5)        |        | Argentinien (6) |  | China (5)       |       | Großbritannien (6) |  |
| Neuseeland (8)     |        | Indien (7)      |  | Deutschland (8) |       | USA (7)            |  |
| Spanien (11)       |        | Irland (12)     |  | Südkorea (9)    |       | Japan (10)         |  |
| Brasilien (32)     |        | Kanada (14)     |  | Spanien (14)    |       | Indien (13)        |  |

Nach den Gruppenspielen werden anders als in den vorangegangenen Spielen Viertelfinale ausgetragen: der Erste der Gruppe spielt jeweils gegen den Vierten der anderen Gruppe und der Zweite gegen den Dritten. Die Gruppenfünften und -sechsten scheiden aus. Die Sieger der Viertelfinale spielen die Halbfinale, deren Sieger um Gold und Silber, die Verlierer um Bronze.
Die Anzahl der Spiele je Turnier ist mit 38 gleich geblieben, doch haben die besten vier Teams ein Spiel mehr – acht statt sieben. Erstmals seit Tokio 1964 wird keine vollständige Rangliste ausgespielt. Anstatt dessen werden die Nationen nach ihren Leistungen in der Vorrunde gereiht.

## Olympisches Turnier der Herren
Der Spielplan wurde sowohl für das Herren- als auch für das Damenturnier am 27. April 2016 veröffentlicht.

### Schiedsrichter
Folgende Schiedsrichter wurden von der FIH nominiert:
- Christian Blasch
- Dekang Chen
- Murray Grime
- Marcin Grochal
- Adam Kearns
- Hong Zhen Lim
- Martin Madden
- German Montes de Oca
- Tim Pullman
- Marcelo Servetto
- Javed Shaikh
- Nathan Stagno
- Simon Taylor
- Coen van Bunge
- Paco Vazquez
- John Wright
- Andy Mair
- Deon Nel

Kursiv geschriebene sind Videoschiedsrichter

### Gruppenphase

#### Gruppe A

##### Tabelle
| Pl. | Nation         | Sp. | S | U | N | Tore  | Diff. | Pkt. |
| --- | -------------- | --- | - | - | - | ----- | ----- | ---- |
| 1.  | Belgien        | 5   | 4 | 0 | 1 | 21:05 | +16   | 12   |
| 2.  | Spanien        | 5   | 3 | 1 | 1 | 13:06 | +07   | 10   |
| 3.  | Australien     | 5   | 3 | 0 | 2 | 13:04 | +09   | 09   |
| 4.  | Neuseeland     | 5   | 2 | 1 | 2 | 17:08 | +09   | 07   |
| 5.  | Großbritannien | 5   | 1 | 2 | 2 | 14:10 | +04   | 05   |
| 6.  | Brasilien      | 5   | 0 | 0 | 5 | 01:46 | −45   | 0    |

|  | Teilnahme am Viertelfinale |

##### Resultate
| 6. August 2016  |                |            |                |
| 12:30           | Belgien        | 4:1 (1:1)  | Großbritannien |
| 13:30           | Australien     | 2:1 (2:0)  | Neuseeland     |
| 19:30           | Spanien        | 7:0 (1:0)  | Brasilien      |
| 7. August 2016  |                |            |                |
| 17:00           | Großbritannien | 2:2 (2:2)  | Neuseeland     |
| 19:30           | Brasilien      | 0:12 (0:5) | Belgien        |
| 20:30           | Australien     | 0:1 (0:1)  | Spanien        |
| 9. August 2016  |                |            |                |
| 10:00           | Neuseeland     | 2:3 (2:2)  | Spanien        |
| 18:00           | Brasilien      | 1:9 (1:3)  | Großbritannien |
| 20:30           | Belgien        | 1:0 (1:0)  | Australien     |
| 10. August 2016 |                |            |                |
| 19:30           | Neuseeland     | 9:0 (5:0)  | Brasilien      |
| 20:30           | Großbritannien | 1:2 (0:0)  | Australien     |
| 11. August 2016 |                |            |                |
| 13:30           | Spanien        | 1:3 (0:3)  | Belgien        |
| 12. August 2016 |                |            |                |
| 17:00           | Großbritannien | 1:1 (1:1)  | Spanien        |
| 18:00           | Belgien        | 1:3 (0:0)  | Neuseeland     |
| 20:30           | Australien     | 9:0 (6:0)  | Brasilien      |

#### Gruppe B

##### Tabelle
| Pl. | Nation      | Sp. | S | U | N | Tore  | Diff. | Pkt. |
| --- | ----------- | --- | - | - | - | ----- | ----- | ---- |
| 1.  | Deutschland | 5   | 4 | 1 | 0 | 17:10 | +07   | 13   |
| 2.  | Niederlande | 5   | 3 | 1 | 1 | 18:06 | +12   | 10   |
| 3.  | Argentinien | 5   | 2 | 2 | 1 | 14:12 | +02   | 08   |
| 4.  | Indien      | 5   | 2 | 1 | 2 | 09:09 | ±0    | 07   |
| 5.  | Irland      | 5   | 1 | 0 | 4 | 10:16 | −06   | 03   |
| 6.  | Kanada      | 5   | 0 | 1 | 4 | 07:22 | −15   | 01   |

|  | Teilnahme am Viertelfinale |

##### Resultate
| 6. August 2016  |             |           |             |
| 10:00           | Argentinien | 3:3 (1:1) | Niederlande |
| 11:00           | Indien      | 3:2 (2:0) | Irland      |
| 18:00           | Kanada      | 2:6 (1:4) | Deutschland |
| 7. August 2016  |             |           |             |
| 18:00           | Niederlande | 5:0 (2:0) | Irland      |
| 8. August 2016  |             |           |             |
| 11:00           | Deutschland | 2:1 (1:1) | Indien      |
| 12:30           | Kanada      | 1:3 (0:1) | Argentinien |
| 9. August 2016  |             |           |             |
| 11:00           | Argentinien | 1:2 (0:1) | Indien      |
| 12:30           | Deutschland | 3:2 (1:1) | Irland      |
| 13:30           | Niederlande | 7:0 (3:0) | Kanada      |
| 11. August 2016 |             |           |             |
| 10:00           | Niederlande | 2:1 (0:0) | Indien      |
| 11:00           | Irland      | 4:2 (3:0) | Kanada      |
| 12:30           | Argentinien | 4:4 (2:3) | Deutschland |
| 12. August 2016 |             |           |             |
| 12:30           | Indien      | 2:2 (0:0) | Kanada      |
| 13:30           | Deutschland | 2:1 (1:0) | Niederlande |
| 19:30           | Irland      | 2:3 (1:2) | Argentinien |

### Viertelfinale
| 14. August 2016 |             |           |             |
| 10:00           | Spanien     | 1:2 (0:1) | Argentinien |
| 12:30           | Belgien     | 3:1 (1:1) | Indien      |
| 18:00           | Niederlande | 4:0 (2:0) | Australien  |
| 20:30           | Deutschland | 3:2 (0:1) | Neuseeland  |

### Halbfinale
| 16. August 2016 |             |           |             |
| 12:00           | Argentinien | 5:2 (3:0) | Deutschland |
| 17:00           | Belgien     | 3:1 (2:1) | Niederlande |

### Spiel um Platz 3
| 18. August 2016 |             |                         |             |
| 12:00           | Deutschland | 1:1 (0:0) Shoot Out 4:3 | Niederlande |

### Finale
| 18. August 2016 |             |           |         |
| 17:00           | Argentinien | 4:2 (3:1) | Belgien |

### Rangliste
| Rang | Nation         |
| ---- | -------------- |
| 1.   | Argentinien    |
| 2.   | Belgien        |
| 3.   | Deutschland    |
| 4.   | Niederlande    |
| 5.   | Spanien        |
| 6.   | Australien     |
| 7.   | Neuseeland     |
| 8.   | Indien         |
| 9.   | Großbritannien |
| 10.  | Irland         |
| 11.  | Kanada         |
| 12.  | Brasilien      |

### Medaillengewinner
| Argentinien | Belgien | Deutschland |
| --- | --- | --- |
| Manuel Brunet Facundo Callioni Juan Gilardi Isidoro Ibarra 1 Pedro Ibarra Juan Martín López Luca Masso 1 Agustín Mazzilli Joaquín Menini Ignacio Ortíz Matías Paredes Gonzalo Peillat Lucas Rey Matías Rey Lucas Rossi Juan Saladino Lucas Vila Juan Manuel Vivaldi | Gauthier Boccard Tom Boon Thomas Briels Cédric Charlier Tanguy Cosyns Alexandre de Paeuw 1 Félix Denayer Sébastien Dockier John-John Dohmen Simon Gougnard Alexander Hendrickx 1 Loïck Luypaert Emmanuel Stockbroekx Jerome Truyens Florent Van Aubel Arthur van Doren Elliot Van Strydonck Vincent Vanasch | Linus Butt Oskar Deecke 1 Florian Fuchs Moritz Fürste Mats Grambusch Tom Grambusch Martin Häner Tobias Hauke Timm Herzbruch Nicolas Jacobi Oliver Korn 1 Mathias Müller Timur Oruz Christopher Rühr Moritz Trompertz Tobias Walter 2 Niklas Wellen Christopher Wesley Martin Zwicker |

## Olympisches Turnier der Damen

### Schiedsrichter
- Fanneke Alkemade
- Amy Baxter
- Amber Church
- Carolina de la Fuente
- Laurine Delforge
- Elena Eskina
- Kelly Hudson
- Soledad Iparraguirre
- Michelle Joubert
- Lin Miao
- Irine Presenqui
- Kylie Seymour
- Chieko Soma
- Melissa Trivic
- Sarah Wilson
- Carol Metchette
- Lisa Roach

kursiv geschrieben sind Videoschiedsrichter

### Gruppenphase

#### Gruppe A

##### Tabelle
| Pl. | Nation      | Sp. | S | U | N | Tore  | Diff. | Pkt. |
| --- | ----------- | --- | - | - | - | ----- | ----- | ---- |
| 1.  | Niederlande | 5   | 4 | 1 | 0 | 13:01 | +12   | 13   |
| 2.  | Neuseeland  | 5   | 3 | 1 | 1 | 11:05 | +06   | 10   |
| 3.  | Deutschland | 5   | 2 | 1 | 2 | 06:06 | ±0    | 07   |
| 4.  | Spanien     | 5   | 2 | 0 | 3 | 06:12 | −06   | 06   |
| 5.  | VR China    | 5   | 1 | 2 | 2 | 03:05 | −02   | 05   |
| 6.  | Südkorea    | 5   | 0 | 1 | 4 | 03:13 | −10   | 01   |

|  | Teilnahme am Viertelfinale |

##### Resultate
| 7. August 2016  |             |           |             |
| 10:00           | Neuseeland  | 4:1 (3:0) | Südkorea    |
| 12:30           | Niederlande | 5:0 (4:0) | Spanien     |
| 13:30           | VR China    | 1:1 (1:1) | Deutschland |
| 8. August 2016  |             |           |             |
| 13:30           | Neuseeland  | 1:2 (1:1) | Deutschland |
| 17:00           | Niederlande | 4:0 (2:0) | Südkorea    |
| 19:30           | Spanien     | 0:2 (0:2) | VR China    |
| 10. August 2016 |             |           |             |
| 10:00           | Spanien     | 1:2 (0:1) | Neuseeland  |
| 12:30           | Deutschland | 2:0 (0:0) | Südkorea    |
| 18:00           | VR China    | 0:1 (0:0) | Niederlande |
| 11. August 2016 |             |           |             |
| 13:30           | Deutschland | 1:2 (1:2) | Spanien     |
| 12. August 2016 |             |           |             |
| 10:00           | Südkorea    | 0:0 (0:0) | VR China    |
| 11:00           | Neuseeland  | 1:1 (0:1) | Niederlande |
| 13. August 2016 |             |           |             |
| 12:30           | Niederlande | 2:0 (1:0) | Deutschland |
| 17:00           | Südkorea    | 2:3 (1:0) | Spanien     |
| 13:30           | VR China    | 0:3 (0:1) | Neuseeland  |

#### Gruppe B

##### Tabelle
| Pl. | Nation         | Sp. | S | U | N | Tore  | Diff. | Pkt. |
| --- | -------------- | --- | - | - | - | ----- | ----- | ---- |
| 1.  | Großbritannien | 5   | 5 | 0 | 0 | 12:04 | +08   | 15   |
| 2.  | USA            | 5   | 4 | 0 | 1 | 14:05 | +09   | 12   |
| 3.  | Australien     | 5   | 3 | 0 | 2 | 11:05 | +06   | 09   |
| 4.  | Argentinien    | 5   | 2 | 0 | 3 | 12:06 | +06   | 06   |
| 5.  | Japan          | 5   | 0 | 1 | 4 | 03:16 | −13   | 01   |
| 6.  | Indien         | 5   | 0 | 1 | 4 | 03:19 | −16   | 01   |

##### Resultate
| 6. August 2016  |                |           |                |
| 17:00           | Argentinien    | 1:2 (0:0) | USA            |
| 20:30           | Großbritannien | 2:1 (1:0) | Australien     |
| 7. August 2016  |                |           |                |
| 11:00           | Japan          | 2:2 (2:1) | Indien         |
| 8. August 2016  |                |           |                |
| 10:00           | Australien     | 1:2 (0:1) | USA            |
| 18:00           | Indien         | 0:3 (0:2) | Großbritannien |
| 20:30           | Argentinien    | 4:0 (2:0) | Japan          |
| 10. August 2016 |                |           |                |
| 11:00           | Indien         | 1:6 (0:2) | Australien     |
| 13:30           | Großbritannien | 3:2 (2:0) | Argentinien    |
| 17:00           | USA            | 6:1 (3:0) | Japan          |
| 11. August 2016 |                |           |                |
| 18:00           | Australien     | 1:0 (0:0) | Argentinien    |
| 19:30           | USA            | 3:0 (1:0) | Indien         |
| 20:30           | Japan          | 0:2 (0:1) | Großbritannien |
| 13. August 2016 |                |           |                |
| 10:00           | Argentinien    | 5:0 (5:0) | Indien         |
| 18:00           | Großbritannien | 2:1 (0:0) | USA            |
| 19:30           | Australien     | 2:0 (1:0) | Japan          |

### Viertelfinale
| 15. August 2016 |                |           |             |
| 10:00           | Neuseeland     | 4:2 (2:0) | Australien  |
| 12:30           | USA            | 1:2 (0:2) | Deutschland |
| 18:00           | Großbritannien | 3:1 (3:0) | Spanien     |
| 20:30           | Niederlande    | 3:2 (2:0) | Argentinien |

### Halbfinale
| 17. August 2016 |             |                         |                |  |
| 12:00           | Niederlande | 1:1 (1:1) Shoot Out 4:3 | Deutschland    |  |
| 17:00           | Neuseeland  | 0:3 (0:1)               | Großbritannien |  |

### Spiel um Platz 3
| 19. August 2016 |             |           |            |
| 12:00           | Deutschland | 2:1 (0:0) | Neuseeland |

### Finale
| 19. August 2016 |             |                         |                |
| 17:00           | Niederlande | 3:3 (2:2) Shoot Out 0:2 | Großbritannien |

### Rangliste
| Rang | Nation         |
| ---- | -------------- |
| 1.   | Großbritannien |
| 2.   | Niederlande    |
| 3.   | Deutschland    |
| 4.   | Neuseeland     |
| 5.   | USA            |
| 6.   | Australien     |
| 7.   | Argentinien    |
| 8.   | Spanien        |
| 9.   | China          |
| 10.  | Japan          |
| 11.  | Südkorea       |
| 12.  | Indien         |

### Medaillengewinnerinnen
| Großbritannien | Niederlande | Deutschland |
| --- | --- | --- |
| Giselle Ansley Sophie Bray Crista Cullen Alexandra Danson Maddie Hinch Joanna Leigh Hannah Macleod Shona McCallin Lily Owsley Samantha Quek Helen Richardson-Walsh Kate Richardson-Walsh Susannah Townsend Georgina Twigg Laura Unsworth Eleanor Watton Hollie Webb Nicola White | Joyce Sombroek Xan de Waard Kitty van Male Laurien Leurink Willemijn Bos Marloes Keetels Carlien Dirkse van den Heuvel Kelly Jonker Maria Verschoor Lidewij Welten Caia van Maasakker Maartje Paumen Naomi van As Ellen Hoog Margot van Geffen Eva de Goede | Lisa Altenburg Yvonne Frank 1 Franzisca Hauke Hannah Krüger Nike Lorenz Marie Mävers Julia Müller Janne Müller-Wieland Pia-Sophie Oldhafer Selin Oruz Katharina Otte 2 Cécile Pieper Kristina Reynolds Anne Schröder Lisa Schütze Annika Sprink Charlotte Stapenhorst Jana Teschke |